# Novafeltria
Novafeltria är en ort och kommun i provinsen Rimini i regionen Emilia-Romagna i Italien. Kommunen hade 7 136 invånare (2018).